# Giulio Cesare Aranzio
Giulio Cesare Aranzio, né en 1530 à Bologne et mort le 7 avril 1589 dans la même ville, est un anatomiste et chirurgien italien de la Renaissance dont le théâtre anatomique du palais de l'Archiginnasio conserve une statue. Son patronyme a été latinisé en Arantius.

## Biographie
Élève de Vésale, Giulio Cesare Aranzio  enseigne l'anatomie à Bologne où il devient célèbre. On lui doit des découvertes importantes sur le développement de l'embryon, sur l'anatomie de l'oreille, de l’œil et de ses muscles, et surtout les organes circulatoires. Il décrivit les valvules de l'aorte et de l'artère pulmonaire, et son nom est resté attaché aux petits tubercules qui les surmontent.

## Œuvres
- Giulio Cesare Aranzio publia en 1564 un traité d'anatomie important pour l'embryologie de l'époque, De humano foetu libellus[1]. Il fut le premier à expliquer que le sang maternel et le sang du fœtus n'entrent pas en contact dans le cordon ombilical[1].

Son nom est associé au canal d'Arantius.
- Observationes anatomicae (1587)
- De tumoribus proeter naturam (1579)